# Schwangerschaftsdauer
Die Schwangerschaftsdauer, auch Tragzeit oder Gestationsalter, bezeichnet den Zeitraum einer Schwangerschaft. Sie wird zumeist ab dem ersten Tag der letzten normalen Menstruation angegeben. Die tatsächliche (echte) Schwangerschaftsdauer ist die Zeit ab der Befruchtung.
Nach deutschem Strafrecht wird die Schwangerschaftsdauer gemäß § 218a Strafgesetzbuch ab der Befruchtung (hier Empfängnis genannt) berechnet, allerdings gelten Handlungen, deren Wirkung vor Abschluss der Einnistung eintritt, nicht als Schwangerschaftsabbruch.
Die Kenntnis der normalen Schwangerschaftsdauer dient unter anderem der Bestimmung des errechneten Geburtstermins, abgekürzt EGT, auch errechneter Termin, abgekürzt ET. Beim Menschen gelten auch Geburten innerhalb der drei Wochen vor und der zwei Wochen nach dem errechneten Termin als „zum Termin“ oder „termingerecht“.

## Grundlagen und Definitionen
Die Schwangerschaft einer Frau dauert von der Befruchtung bis zur Geburt bei normalem Verlauf durchschnittlich etwas weniger als neun Monate, genauer 268 Tage, also 38 Wochen plus 2 Tage, bei einer Schwankungsbreite von etwa 5 Wochen.
Weil der genaue Zeitpunkt der Befruchtung (also der Tag der Verschmelzung von Spermium und Eizelle) oft nicht bekannt ist, haben sich zwei unterschiedlich definierte Zeitrechnungen etabliert. Entweder rechnet man ab dem Tag der Empfängnis (p. c. = post conceptionem) oder ab dem ersten Tag der letzten Regel (p. m. = post menstruationem). Eine Umrechnung ist möglich, da die Befruchtung ca. 14 Tage nach der letzten Menstruation liegt, aber eine mechanische Umrechnung (p. m. minus 14 ist p. c.) führt zu Ungenauigkeiten.
Die Benennung der einzelnen Tage erfolgt dabei nach einem Code, der die Zahl der Wochen und die Zahl der zusätzlichen Tage enthält. „37W3“ bedeutet also 37 Wochen und 3 Tage.

### post conceptionem (p. c.)
Dieser Begriff stammt aus dem Lateinischen (post „nach“ und conceptio „Empfängnis“) und bezeichnet die Dauer einer Schwangerschaft ab dem Tag der Empfängnis (Imprägnation). Das Schwangerschaftsalter wird in abgeschlossenen Entwicklungswochen und -tagen (p. c.) angegeben, beispielsweise bei den gesetzlichen Regelungen zum Schwangerschaftsabbruch in Deutschland (§ 218a StGB).

### post menstruationem (p. m.)
Dieser Begriff ist ebenfalls lateinischen Ursprungs (menstruare „den Monatsfluss haben“, zu menstruus „monatlich“) und bezeichnet die Dauer einer Schwangerschaft ab dem ersten Tag der letzten Regelblutung (Menstruation). Diese Rechnung wird in Mutterpässen und in der Klinik verwendet und ebenfalls in vollendeten Schwangerschaftswochen und -tagen angegeben. Hierbei wird von einer Zyklusdauer von 28 Tagen ausgegangen, die Befruchtung tritt hier ungefähr am 14. Tag des Zyklus ein. Nach dieser Definition dauert eine durchschnittliche Schwangerschaft 280 Tage, also 40 Wochen. Diese Rechnung bezieht also die ungefähren zwei Wochen vor der Imprägnation ein. (Individuelle Unterschiede bei der Zyklusdauer können mit der erweiterten Naegele-Regel berücksichtigt werden, siehe unten.)

## Methoden zur Bestimmung des Schwangerschaftsalters
Der tatsächliche Geburtsbeginn hängt von vielen Faktoren wie zum Beispiel dem Alter der Mutter, dem Vorliegen einer Ein- oder Mehrlingsschwangerschaft sowie äußeren Umständen ab. In der Praxis werden folgende zwei einfache Methoden zur Bestimmung des durchschnittlichen Schwangerschaftsendes angewandt.

### Berechnung
Mit der Naegele-Regel wird das durchschnittliche Schwangerschaftsende in Abhängigkeit vom Beginn der letzten Periode errechnet: Vom ersten Tag der letzten Periode plus 280 Tage oder vom ersten Tag der letzten Regel plus ein Jahr minus drei Monate plus sieben Tage. (Schwangerschaftsdauer 40 Wochen). In die erweiterte Naegele-Regel wird zusätzlich die Zyklusdauer einbezogen, wenn sie sich regelmäßig von den durchschnittlichen 28 Tagen unterscheidet.
Das resultierende Datum entspricht dem errechneten Geburtstermin (EGT). An dem errechneten Tag kommt nach der Statistik der höchste Prozentsatz der Kinder auf die Welt (5,5 Prozent, siehe unten), das bedeutet aber auch, dass 94,5 Prozent der Kinder nicht am errechneten Termin geboren werden.

### Ultraschalluntersuchung (Sonographie)
Bei der Ultraschall-Untersuchung werden einige Körperstrukturen des Embryos beziehungsweise Föten gemessen, wie beispielsweise die Gesamtlänge (Scheitel-Steiß-Länge) der Schädeldurchmesser oder die Länge der Oberschenkelknochen. Anhand dieser ist durch Vergleich mit Statistiken eine Abschätzung des Schwangerschaftsalters und damit des wahrscheinlichen Schwangerschaftsendes möglich. Die Messung der Scheitel-Steiß-Länge (SSL) in der Embryonalzeit (1. Trimenon, bis zum Ende der 12. Schwangerschaftswoche p.m.) gilt als genaueste Methode, das Schwangerschaftsalter festzustellen, danach werden die Schädeldurchmesser und die anderen Maße wichtiger, die Bestimmung des errechneten Termins mit steigendem Gestationsalter (Schwangerschaftsalter) aber wegen individueller Wachstumsunterschiede immer ungenauer.

## Folgen der Bestimmung des errechneten Geburtstermines
Nach dem errechneten Termin wird in Deutschland der Beginn des Mutterschutzes festgelegt.

## Statistisches
Alle im Folgenden angegebenen Daten entsprechen Angaben des schweizerischen Bundesamtes für Statistik.

### Zum Geburtstermin

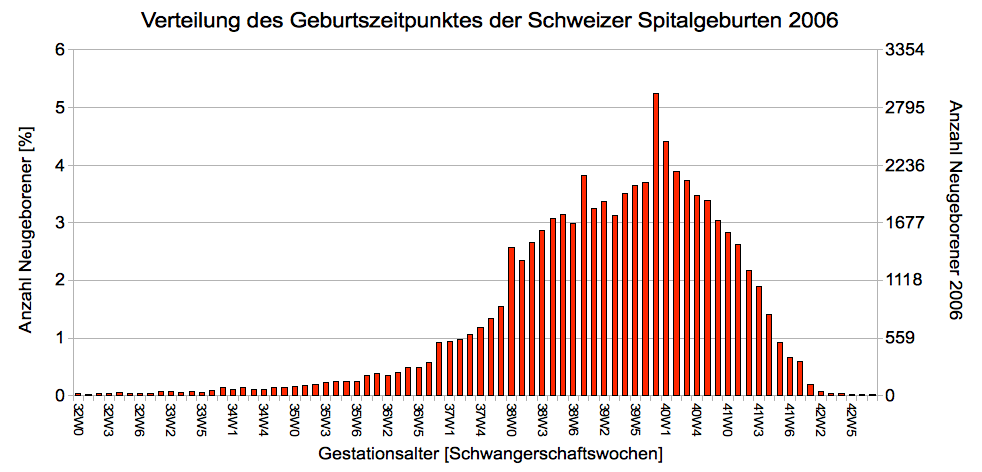
Verteilung des Schwangerschaftsalters der Spitalgeburten in der Schweiz 2006.

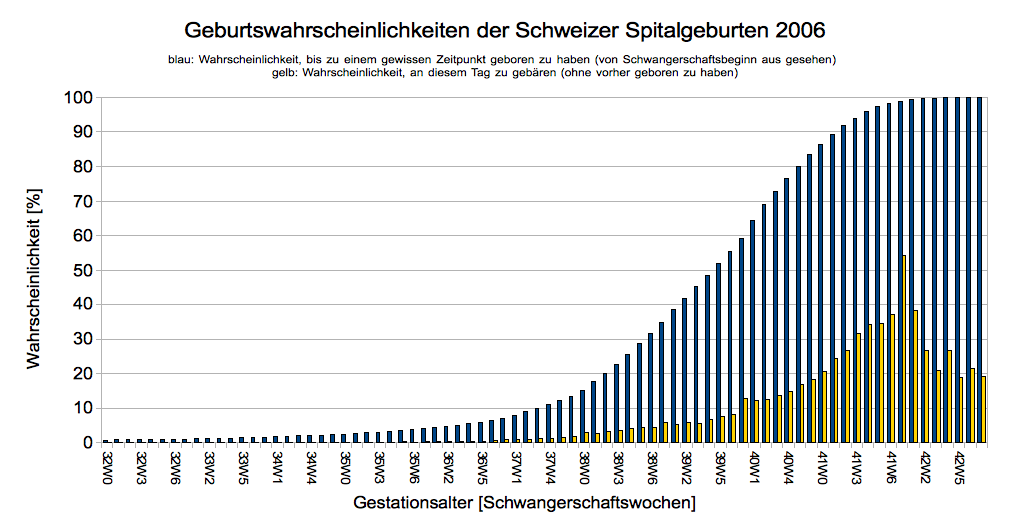
Geburtswahrscheinlichkeiten der Spitalgeburten in der Schweiz 2006 (siehe Text für Interpretation).

- Rund 90 Prozent aller Kinder kommen zwischen vollendeter 37. Woche und vollendeter 42. Woche zur Welt: Sie werden „termingeboren“ genannt. Etwa neun Prozent werden vor diesem Zeitraum geboren, das heißt, sie sind Frühgeburten, und nur etwa ein Prozent kommen danach zur Welt und werden als übertragene Geburten bezeichnet. Dabei ist zu beachten, dass der natürliche Verlauf hier fast immer beeinflusst wird, um eine Übertragung zu verhindern.
- Nur etwa vier Prozent der Geburten fallen tatsächlich auf den Tag des EGT.
- Laut den Ergebnissen eines systematischen Reviews von 2017 geht ein erhöhter Body-Mass-Index der Mutter mit einer größeren Wahrscheinlichkeit einer Geburt nach dem errechneten Termin einher.[5]
- Die Verteilung des Geburtszeitspunktes sieht man in der nebenstehenden Statistik. Von den insgesamt 71990 Geburten wurden für die Grafik nur diejenigen ausgewertet, bei denen der EGT plausibel und der durch Ultraschall bestimmte Geburtstermin nicht mehr als eine Woche vom EGT abwich. Es blieben so noch 55905 auswertbare Geburtstermine.
- Zwei daraus abgeleitete Wahrscheinlichkeitsberechnungen zeigt die Grafik darunter. Beispiele zur Interpretation der Werte:
  - blaue Kurve: „Bis zum EGT (d. h. 40W+0T) haben knapp 60 Prozent aller Schwangeren bereits geboren“ „Nur 20 Prozent aller Schwangeren gebären vor 38W+2T“ Etc.
  - gelbe Kurve: „Für eine Schwangere zum Zeitpunkt 40W+0T besteht eine Chance von knapp 13 Prozent, an diesem Tag zu gebären. Findet keine Geburt statt, steigt die Wahrscheinlichkeit täglich an: zum Zeitpunkt 42W+0T hat die Schwangere dann sogar eine Chance von etwa 55 Prozent, an diesem Tag zu gebären.“

Bei der Verteilung des Geburtszeitpunkts fällt auf, dass am ersten Tag der 41. Woche (40w+0T) überdurchschnittlich viele Geburten erfolgen. Dies und die erhöhte Wahrscheinlichkeit am ersten Tag der 42. Woche erklärt sich durch menschliches Eingreifen.

### Zum Wochentag der Geburt
- Am Wochenende kommen signifikant weniger Kinder zur Welt (durchschnittliche Geburtenanzahl pro Tag 2004: 151) als von Montag bis Freitag (durchschnittliche Geburtenanzahl pro Tag 2004: 191). Der Grund liegt in der Beeinflussbarkeit des Geburtszeitpunktes durch menschliches Handeln, insbesondere in der steigenden Zahl der geplanten Schnittentbindungen an den Wochentagen.
- Leicht höhere Geburtenraten als die anderen Wochentage erzielen Mittwoch und Freitag. (Schweiz 2004)

### Zur Geburtsstunde
- Am häufigsten mit rund acht Prozent werden Kinder zwischen acht und neun Uhr morgens geboren. Hier ist wohl bei geplanten Entbindungen der jeweils dann angesetzte Kaiserschnitt der Grund für die Häufung.
- Zu allen anderen Tagesstunden liegt der Prozentsatz bei vier bis fünf Prozent. Die wenigsten Kinder kommen in der Nacht zwischen zwei und drei Uhr auf die Welt (3,2 Prozent). (Schweiz 2004)